# Fågelö, Hammarland
Fågelö är en ö i sundet Marsund i Hammarland på Åland.
Fågelös area är 40,2 hektar och dess största längd är 1,3 kilometer i sydöst-nordvästlig riktning.